# Sergej Bautin
Sergej Viktorovitj Bautin (ryska: Сергей Викторович Баутин), född 11 mars 1967 i Rahatjoŭ i Vitryska SSR i Sovjetunionen, död 31 december 2022, var en rysk professionell ishockeyspelare (back).
Bautin spelade för Rysslands landslag och medverkade bland annat tre gånger i hockey-VM: 1992, 1997 och 1999. Han spelade även i OSS:s hockeytrupp i vinter-OS 1992, där han var med och tog OS-guld.
Bautin NHL-draftades 1992 i första rundan, som nummer 17 av Winnipeg Jets.
I Sverige spelade han för Luleå HF, 1996–1998, där han blev populär bland fansen. Bautin kallades även för "Bam-Bam".

## Klubbar som proffsspelare
- Dynamo Moskva 1990/1991 – 1991/1992
- Winnipeg Jets  1992/1993 – 1993/1994
- Detroit Red Wings 1993/1994
  -  Adirondack Red Wings 1993/1994 – 1994/1995
- San Jose Sharks 1995/1996
- Kansas City Blades 1995/1996
- Luleå HF 1996/1997 – 1997/1998
- Ak Bars Kazan 1998/1999
- Nürnberg Ice Tigers 1999/2000
- Oji Eagles 2000/2001 – 2001/2002
- Metallurg Magnitogorsk 2002/2003
- Krylja Sovetov 2003/2004